# Bracon hobomok
Bracon hobomok är en stekelart som först beskrevs av Henry Lorenz Viereck 1917.  Bracon hobomok ingår i släktet Bracon och familjen bracksteklar. Inga underarter finns listade.